# Schablone

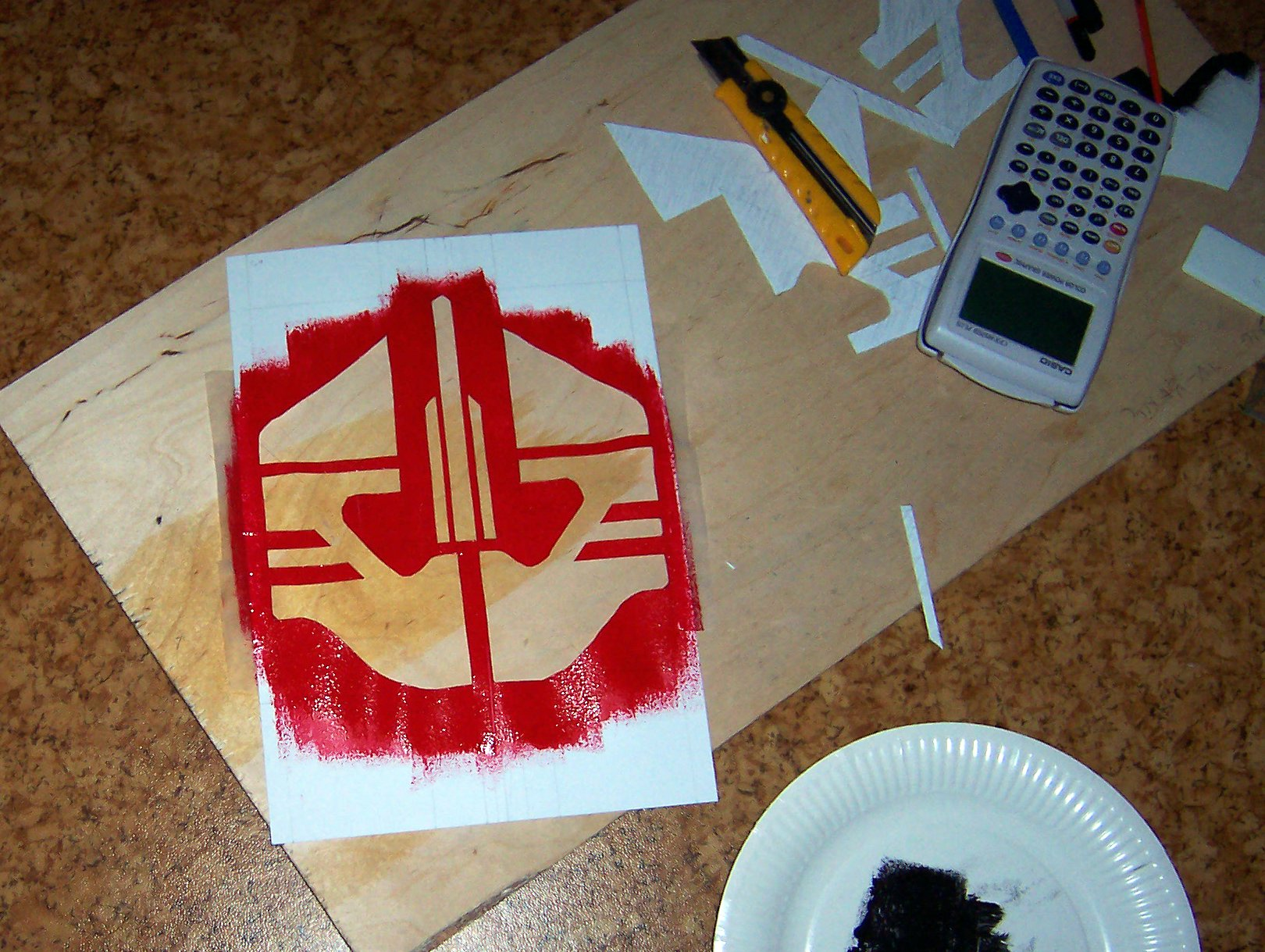
Zeichenschablone

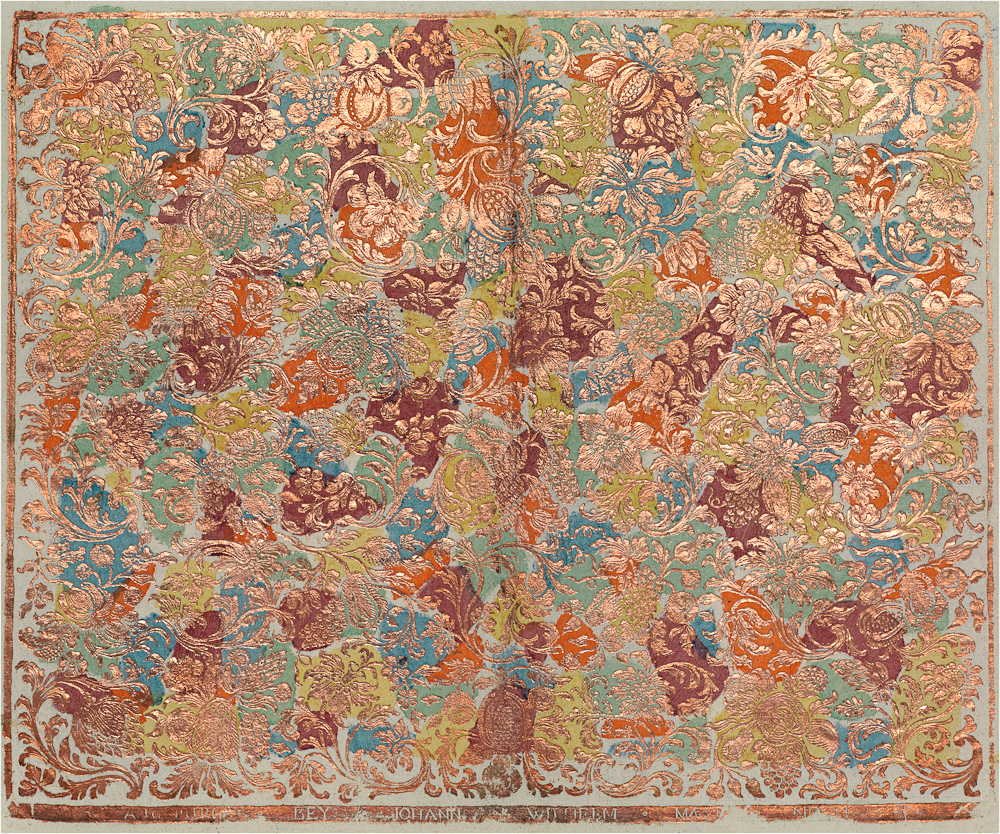
Patroniertes Brokatpapier, Johann Wilhelm Meyer, Augsburg, ca. 1760

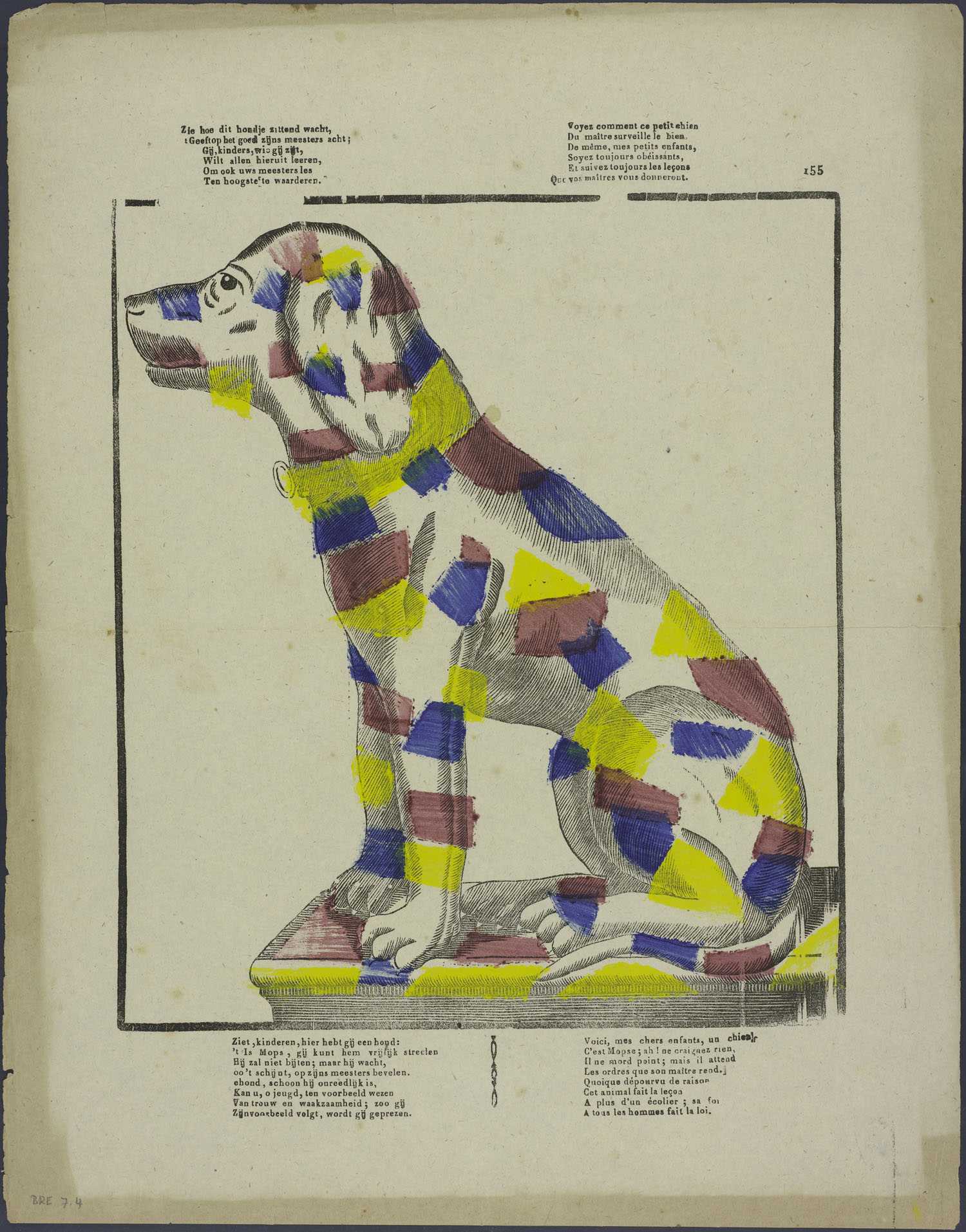
Holzschnitt mit Schablonenfärbung, Brepols & Dierckx zoon, Turnhout, zwischen 1833 und 1880

Eine Schablone (von frz. échantillon) ist ein ausgeschnittenes Muster zur Herstellung oder Bearbeitung gleichgestaltiger Dinge. Schablonen bestehen zum Beispiel aus Holz, Kunststoff, Blech, Stoff oder Pappe, entweder an der Kante so ausgeschnitten, dass die Oberfläche eines Gegenstandes danach bearbeitet werden kann (zum Beispiel Gesimse), oder mit eingeschnittenen Konturen von Verzierungen, um danach letztere auf eine Fläche übertragen zu können.
»Ohne Zweifel stellt die offene Schablone das einfachste aller denkbaren Werkzeuge zur absolut formgetreuen, beliebig zahlreichen Vervielfältigung eines Motivs dar.«
Das Wort Schablone kann auch im übertragenen Sinn als Begriff verwendet werden und steht dabei oft synonym für Schema, Regel oder auch Klischee.

## Handkolorierschablonen
Schablonen dienten vor allem im 17. und 18. Jahrhundert zum Patronieren, d. h. Handkolorieren von Spielkarten, Kupferstichen und Holzschnitten, bestimmten Buntpapiersorten (Brokatpapiere, Dominotierpapiere), Musiknoten.

„Das Patronieren [...] war schon vor 1600 bei den Briefmalern, den Herstellern von Flugblättern, Moritaten, Zeitungen und Heiligenbildchen im Holzschnitt und Kupferstich üblich, geboren aus dem Bestreben, auf billigste Art eine hohe Auflage gleichmäßig kolorierter Drucke auf den Markt zu bringen.“

## Zeichenschablonen

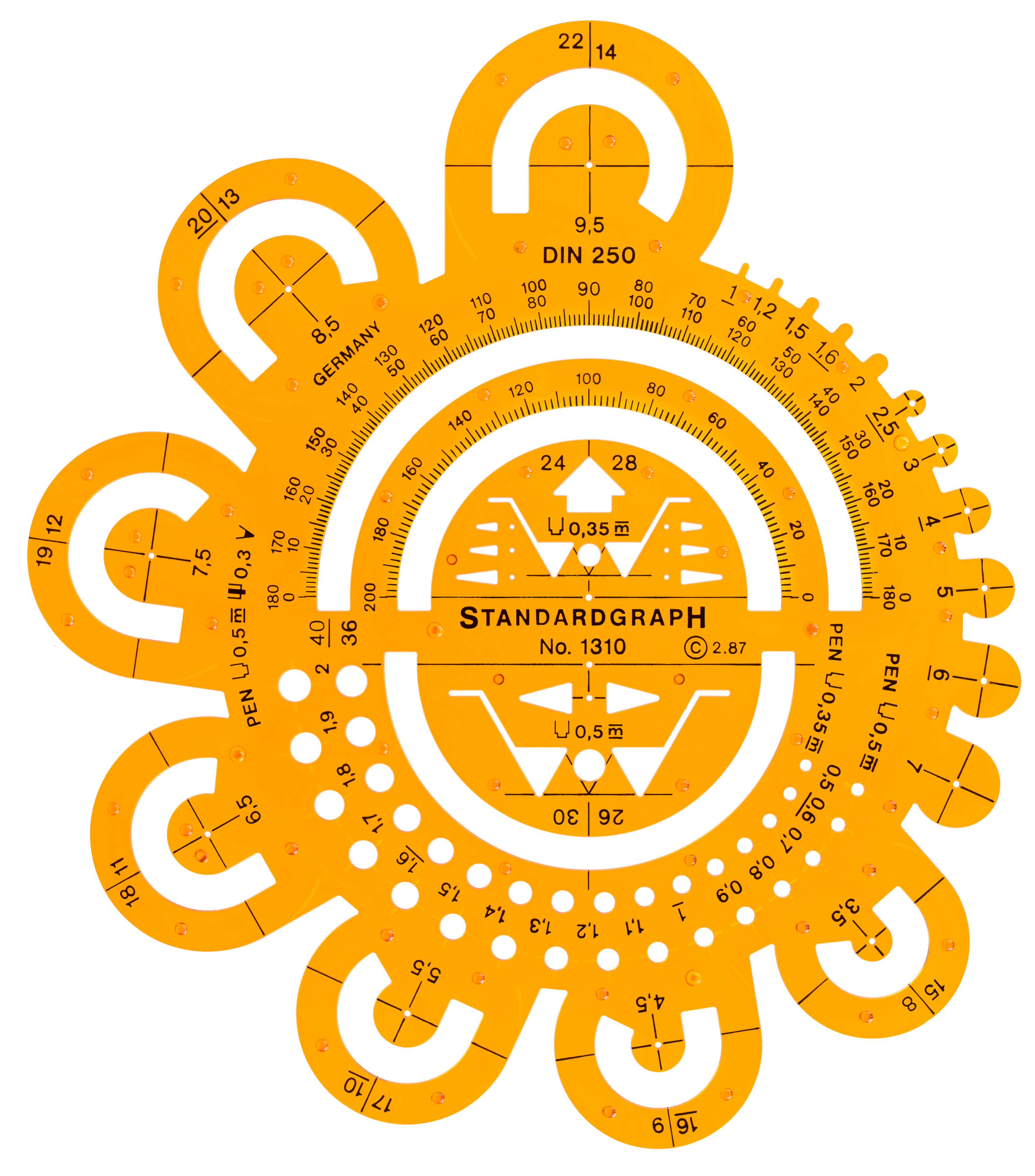
Schablone zum Zeichnen von Radien und Symbolen

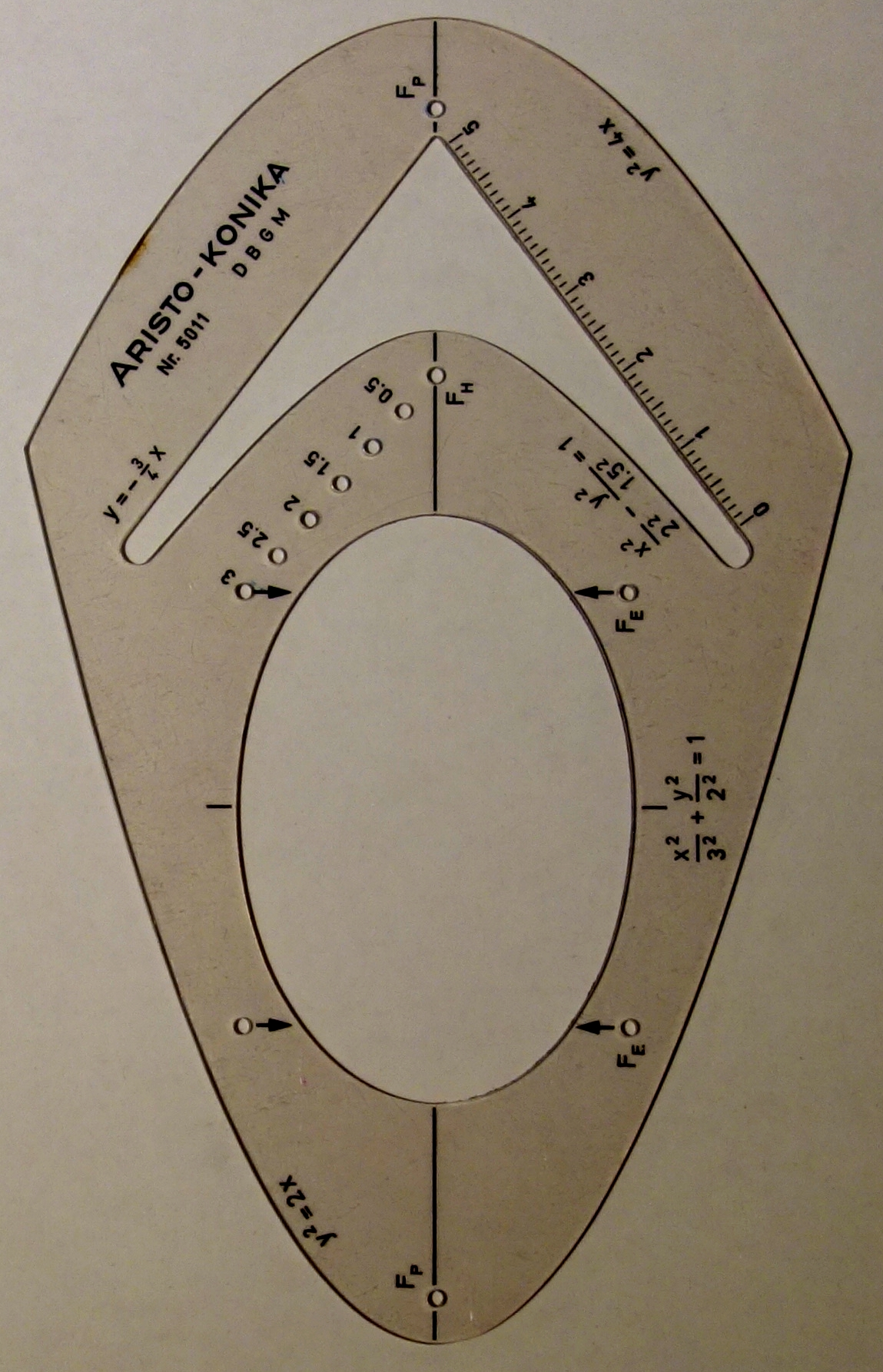
Aristo-Kegelschnitt-Schablone

Für Technische Zeichnungen oder andere zeichnerische Musterübertragungen werden vielfach Form- oder Kurvenschablonen verwendet, so etwa Parabelschablonen oder Schablonen für Sinusfunktionen zur sauberen Darstellung komplizierter Funktionsgraphen. Schablonen können auch mit einer Linealkante versehen sein und sind dann ein Kombinationswerkzeug. Schablonen für technisches Zeichnen sind meist aus ein bis zwei Millimeter starkem, transparent gelborangem (oder manchmal grünem) Kunststoff und weisen auf einer Oberfläche Tuschenoppen oder Tuschekanten auf, die durch eine kleine Distanz der Schablonenunterseite vom Papier verhindern sollen, dass Tusche vom Tuschefüller kapillar zwischen Papier und Schablone einfließt.
Zeichenschablonen erübrigen sich zunehmend durch die Digitaltechnik.

### Chemieschablonen
Im Bereich der Chemie werden entsprechende Zeichenschablonen verwendet, um Versuchs- und Experimentalaufbauten sowie organische Strukturformeln sauber und reproduzierbar sowie mit korrekten Bindungswinkeln zu zeichnen. Diese Zeichnungen werden zu Dokumentationszwecken sowie für Planungsskizzen in Laborjournalen und wurden früher auch in regulären wissenschaftlichen Veröffentlichungen und Patenten verwendet. Insbesondere bei der Erstellung von Zeichnungen komplexerer Strukturen in der Newman-Projektion konnte so der Aufwand signifikant vereinfacht werden.

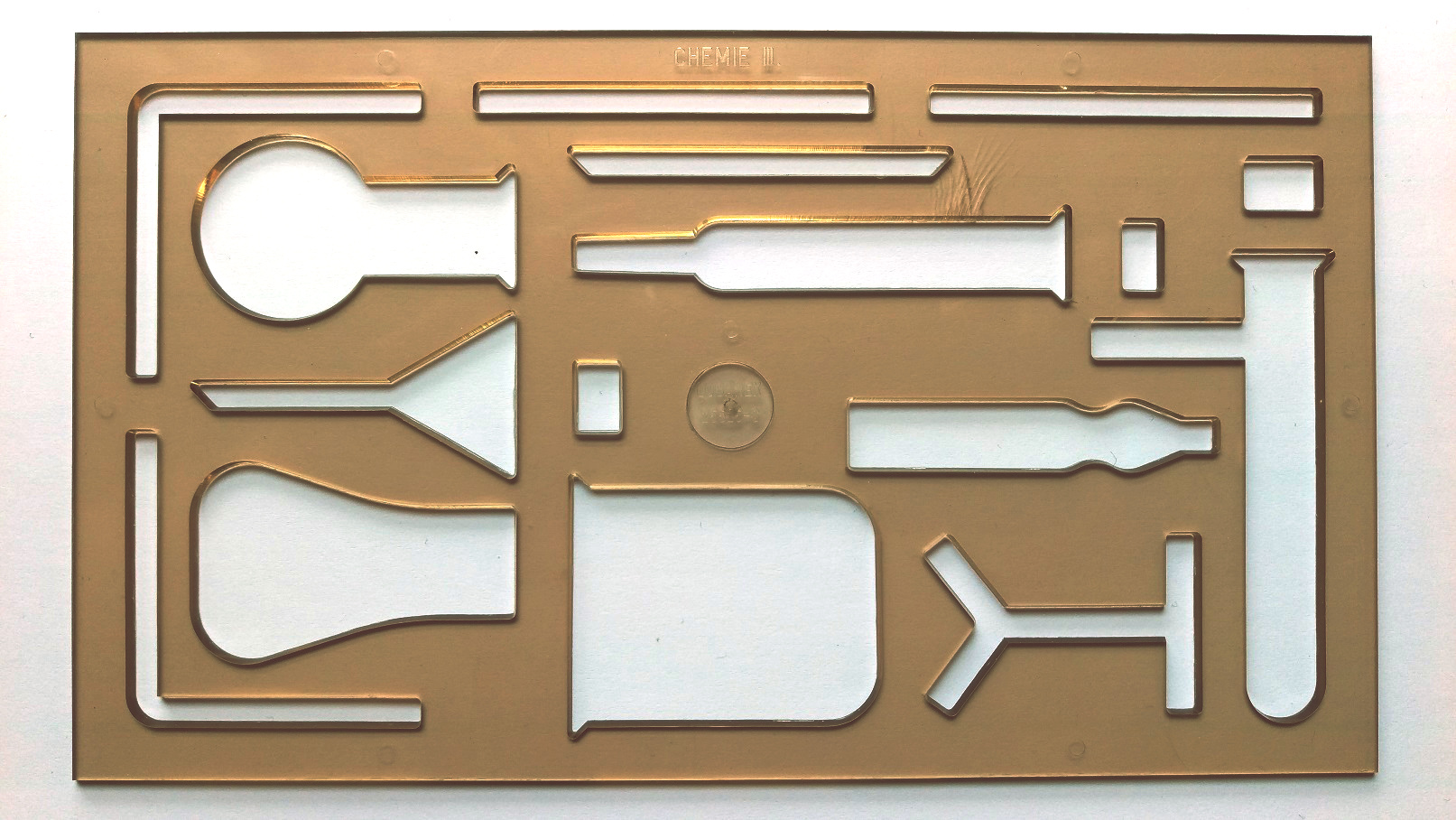
Chemische Zeichenschablone für Laborgeräte
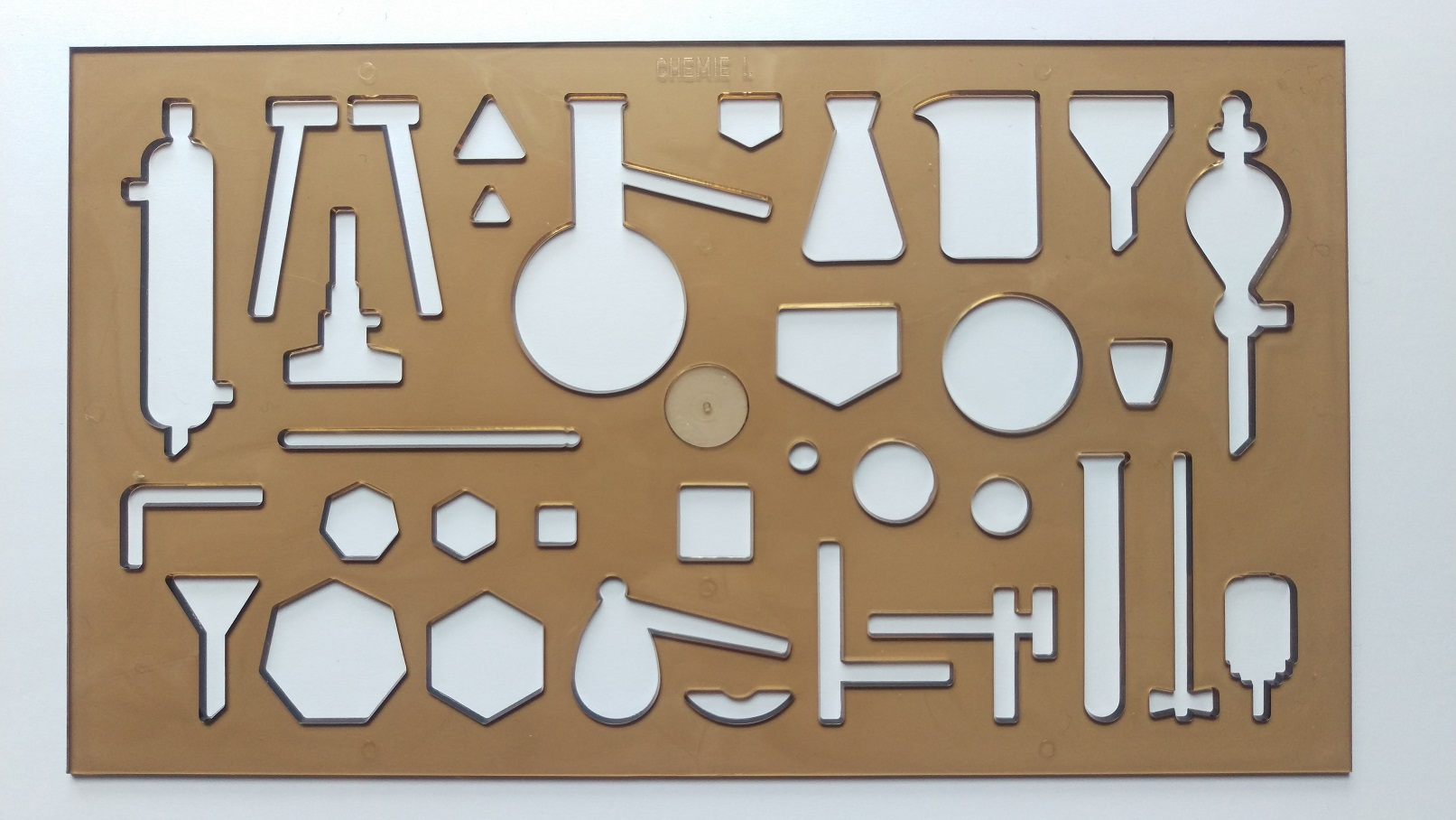
Chemische Zeichenschablone für Laborgeräte
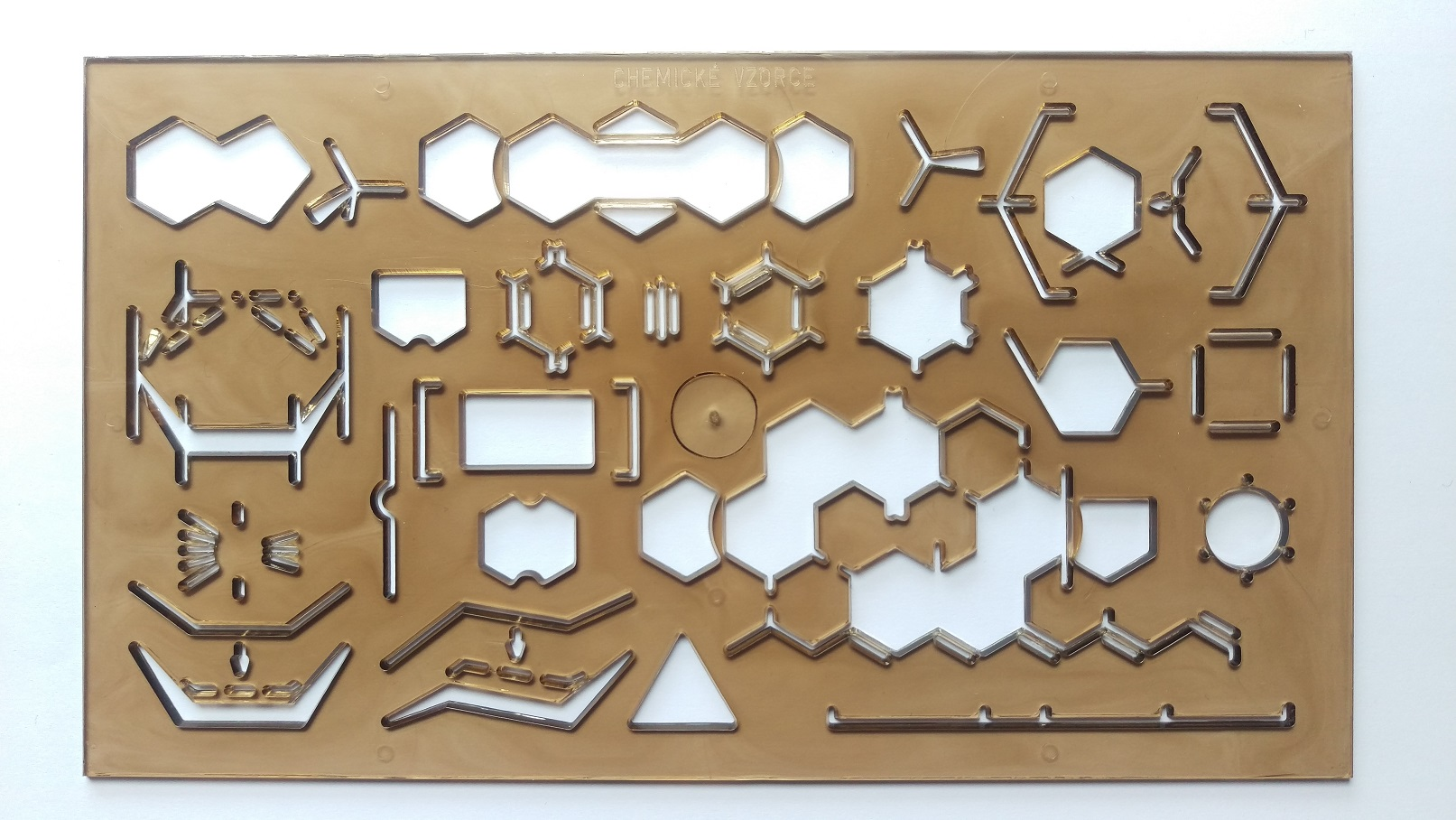
Chemische Zeichenschablone für Strukturformeln

## Schriftschablonen

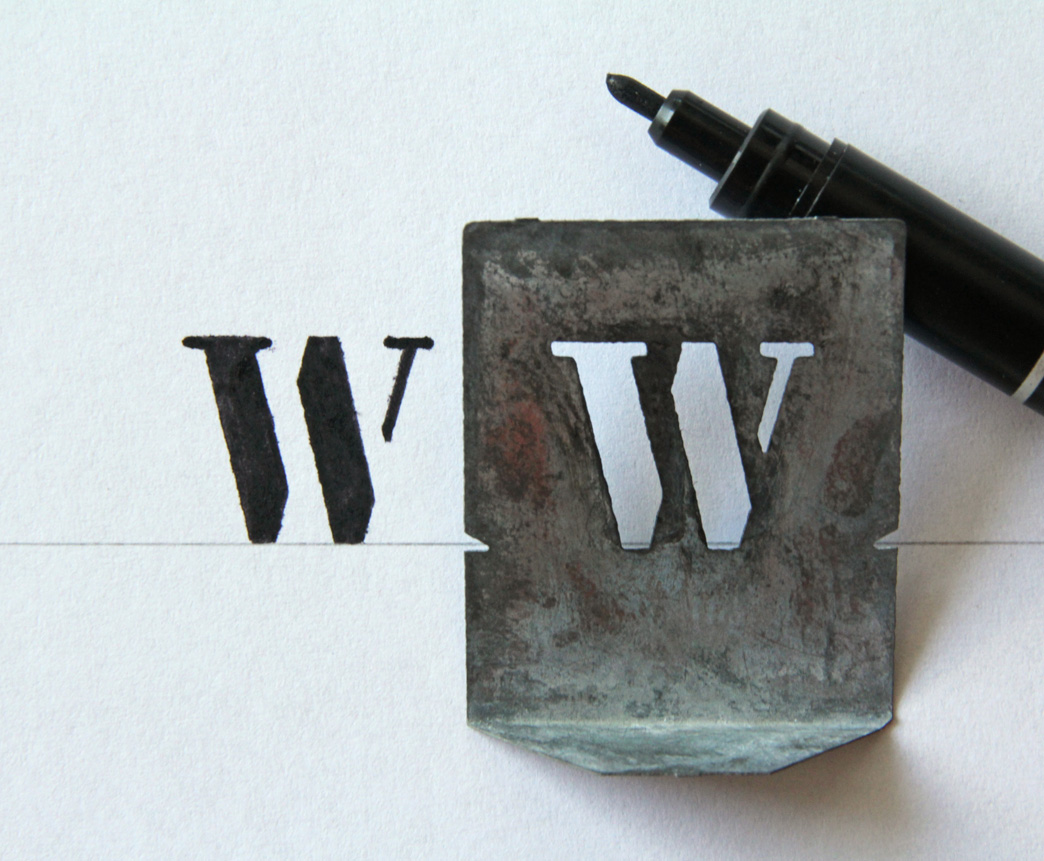
Schablone aus Metall für den Buchstaben „W“

Schriftschablonen zur Beschriftung von Zeichnungen mit Normschrift werden auf einem fixierten Lineal seitlich verschoben, um die passenden Buchstaben zu platzieren. Kistenschrift wird hingegen aus einzelnen Letternschablonen – oft aus Blech, mit Griffsteg – gelegt und mit Farbe gemalt. Letternschablonen zum Übermalen oder Besprühen haben kleine Stege zum Fixieren des Inneren zum Beispiel bei den Buchstaben A, B, D, O, P, Q und R oder bei den Ziffern 0, 6, 8 und 9. Es gibt eigene Schriftarten wie beispielsweise die Stencil von Linotype die genau dieses typische Aussehen der Schablonenschrift mit den unvermeidlichen Stegen aufgreifen.

## Nagelschablonen
Schablonen werden auch in der Naturnagelverlängerung eingesetzt, sie ersetzen den Tipp. So wird die Modellage mit Hilfe der Schablone direkt auf den Nagel aufgetragen.

## Lösungsschablonen
Bei Multiple-Choice-Tests, zum Beispiel für die Fragebögen bei Führerscheinprüfungen, werden Lösungsschablonen verwendet, um die Auswertung zu erleichtern: Man legt die Schablone auf den Testbogen. Die richtigen Antworten sollten in den Fenstern der Schablone erscheinen und man muss nur abzählen, wie viele Kreuzchen erscheinen.

## Profilschablone
Der Stuckateur verwendet Profilschablonen zur Herstellung von geraden oder regelmäßig gebogenen Stuck-Profilen.

## Street Art
Im Bereich Streetart werden Schablonen (Stencils) illegal auf Oberflächen im öffentlichen Raum insbesondere verwendet, da man mit ihnen schnell arbeiten kann, um das Risiko, ertappt zu werden zu minimieren.
Weitere Gründe sind, dass Schablonen günstig sind, niederschwellig (da eine einfache Schablone ohne langes Training auch Laien gelingt), insbesondere für schnelle Wiederholung einer (künstlerischen) Botschaft geeignet sind und visuell schnell klar verständlich sind, da ihr oft militärischer Style an die Autorität von Schildern und organisiertem Polit-Protest erinnert.

## Prüfschablone
Schablone wird auch als Synonym zum prüftechnischen Begriff Lehre genutzt.